# Luzinópolis
Luzinópolis är en kommun i Brasilien.   Den ligger i delstaten Tocantins, i den centrala delen av landet, 1 100 km norr om huvudstaden Brasília. Antalet invånare är 2 622.
Omgivningarna runt Luzinópolis är huvudsakligen savann. Runt Luzinópolis är det glesbefolkat, med 13 invånare per kvadratkilometer.